# كونكورديا (نيوجيرسي)
كونكورديا (بالإنجليزية: Concordia CDP, New Jersey)‏ هي منطقة سكنية تقع بولاية نيوجيرسي في الولايات المتحدة. تبلغ مساحتها 2.759 كم2، وترتفع عن سطح البحر 44 م، بلغ عدد سكانها 3,092 نسمة في عام 2010 حسب إحصاء مكتب تعداد الولايات المتحدة وتصل الكثافة السكانية فيها 1,120.7 نسمة لكل كيلومتر مربع (2,902.6/ميل2).

## التركيبة السكانية
حدّد مكتب تعداد الولايات المتحدة بيانات التركيبة السكانية لكونكورديا في تعداد الولايات المتحدة. في ما يلي، التركيبة السكانية حسب تعدادي 2000 و2010.

### تعداد عام 2000
بلغ عدد سكان كونكورديا 3,658 نسمة بحسب تعداد عام 2000، وبلغ عدد الأسر 2,180 أسرة وعدد العائلات 1,352 عائلة مقيمة في المنطقة السكنية. في حين سجلت الكثافة السكانية 1,325.8 نسمة لكل كيلومتر مربع (3,433.8/ميل2). وبلغ عدد الوحدات السكنية 2,341 وحدة بمتوسط كثافة قدره 848.5 لكل كيلومتر مربع (2,197.6/ميل2).
وتوزع التركيب العرقي للمنطقة السكنية بنسبة 98.74% من البيض و0.52% من الأمريكيين الأفارقة و0.46% من الأمريكيين ذوي الأصول الآسيوية و0.05% من الأعراق الأخرى و0.22% من عرقين مختلطين أو أكثر و0.33% من الهسبانيون أو اللاتينيون من أي عرق.
بلغ عدد الأسر 2,180 أسرة كانت نسبة 0.4% منها لديها أطفال تحت سن الثامنة عشر تعيش معهم، وبلغت نسبة الأزواج القاطنين مع بعضهم البعض 60.5% من أصل المجموع الكلي للأسر، ونسبة 1.2% من الأسر كان لديها معيلات من الإناث دون وجود شريك، بينما كانت نسبة 0.3% من الأسر لديها معيلون من الذكور دون وجود شريكة وكانت نسبة 38% من غير العائلات. تألفت نسبة 35.4% من أصل جميع الأسر من عدة أفراد يعيشون في نفس المنزل ونسبة 33.3% كانت تتألف من شخص يعيش بمفرده يبلغ من العمر 65 عاماً أو أكثر. وبلغ متوسط حجم الأسرة المعيشية 1.68، أما متوسط حجم العائلات فبلغ 2.05.
بلغ العمر الوسطي للسكان 74.2 عاماً. وكانت نسبة 0.4% من القاطنين تحت سن الثامنة عشر، وكانت نسبة 0.1% بين الثامنة عشر والرابعة والعشرين عاماً، ونسبة 1% كانت واقعةً في الفئة العمرية ما بين الخامسة والعشرين والرابعة والأربعين عاماً، ونسبة 10.1% كانت ما بين الخامسة والأربعين والرابعة والستين، ونسبة 88.5% كانت ضمن فئة الخامسة والستين عاماً فما فوق. يوجد لكل 100 أنثى 72.5 ذكر، ويوجد لكل 100 أنثى في الثامنة عشر من عمرها فما فوق 72.3 ذكر.
بلغ متوسط دخل الأسرة في المنطقة السكنية 43,382 دولارًا، أما متوسط دخل العائلة فبلغ 51,949 دولارًا. وكان متوسط دخل الذكور 54,615 دولارًا مقابل 32,250 دولارًا للإناث. وسجل دخل الفرد الخاص بالمنطقة السكنية 36,962 دولارًا. وكانت نسبة 0.9% من العائلات ونسبة 1.9% من السكان تحت خط الفقر،

### تعداد عام 2010
بلغ عدد سكان كونكورديا 3,092 نسمة بحسب تعداد عام 2010، وبلغ عدد الأسر 2,032 أسرة وعدد العائلات 923 عائلة مقيمة في المنطقة السكنية. في حين سجلت الكثافة السكانية 1,120.7 نسمة لكل كيلومتر مربع (2,902.6/ميل2). وبلغ عدد الوحدات السكنية 2,261 وحدة بمتوسط كثافة قدره 819.5 لكل كيلومتر مربع (2,122.5/ميل2).
وتوزع التركيب العرقي للمنطقة السكنية بنسبة 96.35% من البيض و2.20% من الأمريكيين الأفارقة و1.10% من الأمريكيين ذوي الأصول الآسيوية و0.03% من الأعراق الأخرى و0.32% من عرقين مختلطين أو أكثر و1.42% من الهسبانيون أو اللاتينيون من أي عرق.
بلغ عدد الأسر 2,032 أسرة كانت نسبة 0.1% منها لديها أطفال تحت سن الثامنة عشر تعيش معهم، وبلغت نسبة الأزواج القاطنين مع بعضهم البعض 43.4% من أصل المجموع الكلي للأسر، ونسبة 1.7% من الأسر كان لديها معيلات من الإناث دون وجود شريك، بينما كانت نسبة 0.3% من الأسر لديها معيلون من الذكور دون وجود شريكة وكانت نسبة 54.6% من غير العائلات. تألفت نسبة 50.1% من أصل جميع الأسر من عدة أفراد يعيشون في نفس المنزل ونسبة 44% كانت تتألف من شخص يعيش بمفرده يبلغ من العمر 65 عاماً أو أكثر. وبلغ متوسط حجم الأسرة المعيشية 1.52، أما متوسط حجم العائلات فبلغ 2.04.
بلغ العمر الوسطي للسكان 78.7 عاماً. وكانت نسبة 0.2% من القاطنين تحت سن الثامنة عشر، وكانت نسبة 0.4% بين الثامنة عشر والرابعة والعشرين عاماً، ونسبة 1% كانت واقعةً في الفئة العمرية ما بين الخامسة والعشرين والرابعة والأربعين عاماً، ونسبة 14.9% كانت ما بين الخامسة والأربعين والرابعة والستين، ونسبة 83.6% كانت ضمن فئة الخامسة والستين عاماً فما فوق. وتوزع التركيب الجنسي للسكان بنسبة 37.8% ذكور و62.2% إناث.